# Mukia (Cucurbitaceae)
Mukia là một chi thực vật có hoa trong họ Cucurbitaceae.

## Loài
Chi Mukia gồm các loài:
| - Mukia althaeoides - Mukia celebica - Mukia javanica - Mukia leiosperma | - Mukia maderaspatana - Mukia micrantha - Mukia rottleri - Mukia scabrella |